# Dole (przystanek kolejowy)
Dole (ros. Доле) – przystanek kolejowy w miejscowości Salaspils, w gminie Salaspils, na Łotwie. Położony jest na linii Ryga - Dyneburg.
Stacja kolejowa Petrovkij lagerj, zlokalizowana w tym miejscu, powstała w 1884. Stacja nie została odbudowana po zniszczeniach I wojny światowej. W 1960 roku powstał tu przystanek Dole.